# フリッツ・ユリウス・レンプ
フリッツ・ユリウス・レンプ（Fritz-Julius Lemp、1913年2月19日 – 1941年5月9日）は、第二次世界大戦中のドイツ海軍（Kriegsmarine）軍人。UボートのU-28、U-30、U-110の艦長を務めた。
レンプは1939年9月にイギリスの客船アセニアを撃沈し、ハーグ条約に違反した。客船撃沈の事実は、カール・デーニッツ提督及びドイツ国家社会主義労働者党（ナチス）によって隠蔽された。レンプは1941年5月9日、U-110が捕獲されたときに死亡した。 

## 経歴

### アセニア撃沈
1939年9月3日、レンプが艦長を務めるU-30はイギリス船籍の客船アセニア（13,581トン）を撃沈した。レンプは後に、アセニアが通常の航路から大きく外れてジグザグに航行していたため、軍艦または武装商船のどちらかであると判断したと主張した。アドルフ・ヒトラーは、この事実は政治的な理由により隠蔽すべきと判断し、ドイツの新聞フェルキッシャー・ベオバハターは、アセニア攻撃の否定を報じた。真実は1946年1月のニュルンベルク裁判まで明らかにされなかった。ニュルンベルク裁判では、デーニッツ提督はアセニアがU-30によって撃沈されたことを認め、隠蔽のためレンプに航行記録を改竄するよう命じたとの声明を発表した。

### U-110
U-110は1941年5月9日、アイスランド南部の北大西洋で、イギリスの駆逐艦ブルドッグ、ブロードウェイ、コルベットオーブリシアによって捕獲された。爆雷によりU-110は浮上を余儀なくされ、水上で砲撃を受けた。レンプは乗員に、航行不能となったU-110を沈めるため、ベントを開放して船を放棄するように命じた。
レンプは連合国の船によって救助された34人の生存者の中には居なかった。レンプはU-110を自沈させるために泳いで戻ろうとした際に、イギリス艦の船員により撃たれたか、溺れたものと考えられた。
戦後、ドイツはブルドッグのバルメ少尉が率いたU-110突入部隊によってレンプが水中で撃たれたと主張した。しかし、バルメはドイツのジャーナリストに銃撃した事実はないと証言した。ブルドッグの司令官であるジョー・ベイカー・クレスウェルも、レンプが撃たれたことを否定し、イギリスの公式見解では、レンプが自殺を試みて溺死したと説明している。バルメの部隊はU-110に乗り込み、無傷の暗号機エニグマと機密文書を入手した。これはブレッチリー・パークに拠点を置く英国諜報機関によるドイツ軍の暗号文解読に貢献することとなった。